# Dichogama innocua
Dichogama innocua is een vlinder uit de familie van de grasmotten (Crambidae). De wetenschappelijke naam van de soort is voor het eerst gepubliceerd in 1793 door Johan Christian Fabricius.
De soort komt voor in de Britse Maagdeneilanden, Jamaica, de Grenadines en Puerto Rico.